# Jorge Robledo (konkvisztádor)
Jorge Robledo (1500 körül – 1546. október 5.) spanyol konkvisztádor, felfedező.

## Élete
Pedro de Alvaradóval hajózott át Amerikába 1528-ban, majd innét Guatemala felé vette az irányt. Később Peruba ment, ahol Benalcázarral együtt számos expedíción vett részt. Popayán kormányzónak nevezték ki. 1540-ben alapította meg Cartagót. Két évvel később hazatért Spanyolországba, azonban 1544-ben újra útnak indult és Új-Granadában telepedett meg, itt érte a halál két évvel később.
Részt vett a négyéves háborúban. Halálának oka lefejezés.